# Техасский университет в Сан-Антонио

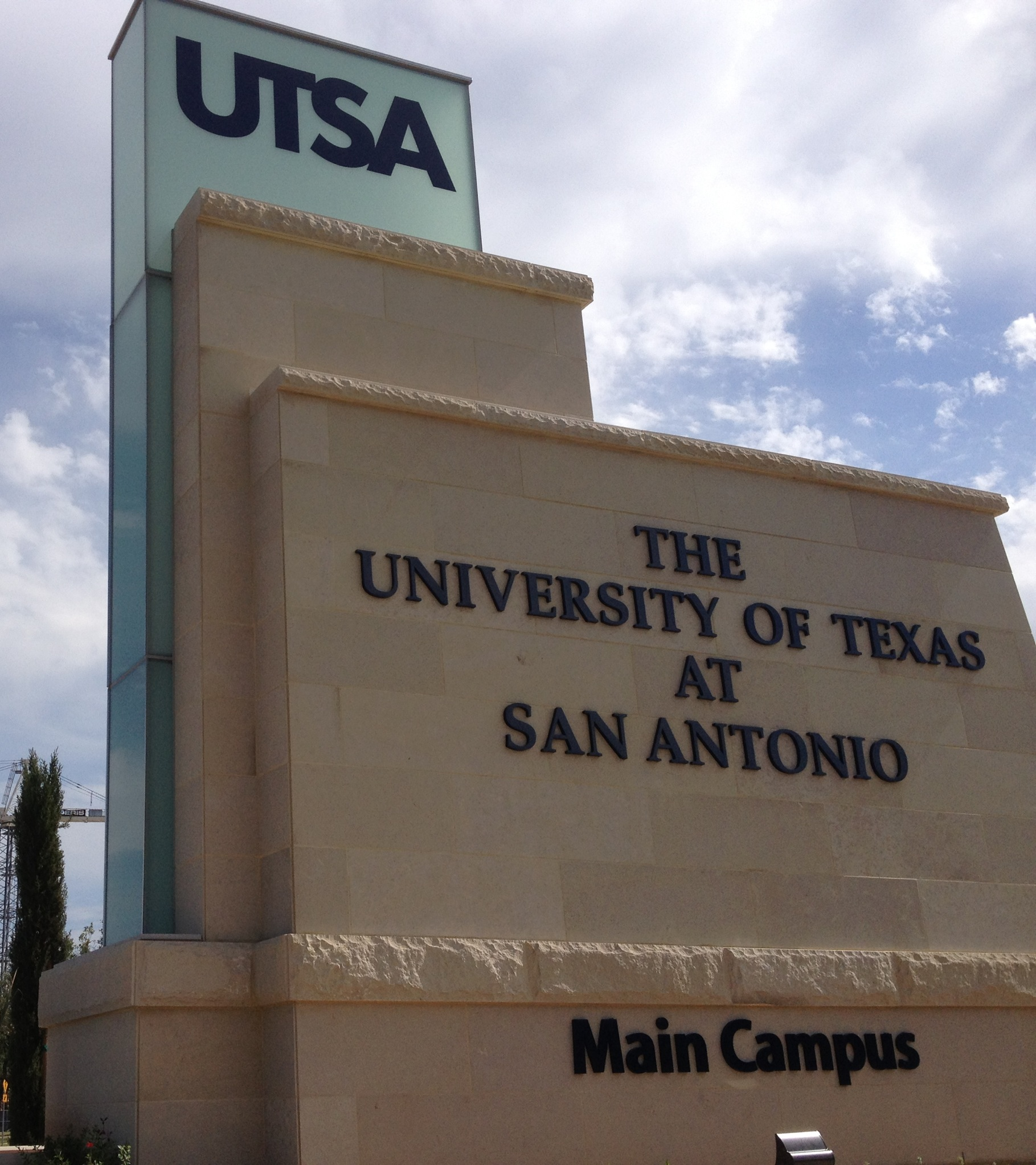
Вход на территорию главного кампуса

Техасский университет в Сан-Антонио (англ. University of Texas at San Antonio; сокр. UTSA) — американский государственный исследовательский университет в Сан-Антонио, штат Техас.
Основанный в 1969 году, Техасский университет в Сан-Антонио стал третьим по числу учащихся учебным заведением в системе Техасского университета. С более чем 34 000 студентов в своих четырёх кампусах, университет является крупнейшим учебным заведением в Сан-Антонио и восьмым по количеству учащихся в штате Техас.

## История
Университет в Сан-Антонио был официально основан 5 июня 1969 года биллем «H.B. 42» 61-го Законодательного собрания Техаса и подписан губернатором Престоном Смитом. Церемония подписания прошла в историческом районе Аламо. В 1970 году Попечительский совет университета назначил первого президента — Арли Темплтона, при котором учебное заведение получило в дар землю площадью 2,4 км² на северо-западе Сан-Антонио. Архитектурной фирме Ford, Powell and Carson Inc. было поручено разработать генеральный план университета. Дизайнер О’Нил Форд (O’Neil Ford)спроектировал кампус так, чтобы он напоминал итальянскую деревню.
Студенты временно посещали занятия в Центре Когера (Koger Center), в котором также располагались административные помещения университета до 1975 года, когда было завершено строительство главного кампуса. На этот момент в вузе насчитывалось 4 433 студента, и в нём работало пять колледжей: бизнеса, изящных и прикладных искусств, гуманитарных и социальных наук, междисциплинарных исследований и науки, а также математики. В конце 1970-х годов в Техасском университете в Сан-Антонио обучалось 9400 студентов и аспирантов.
В 1994 году Министерство образования США присвоило Техасскому университету в Сан-Антонио статус учреждения, обслуживающего латиноамериканцев (Hispanic Serving Institution). В середине 2000-х годов университет приступил к долгосрочной кампании, направленной на существенное повышение своего престижа. В 2007 году был разработан «Master Plan», ставший руководством кампании на развитие учебного учреждения. Следующая программа «UTSA 2016» была принята с целью превращения университета в «ведущее исследовательское учреждение» к 2016 году. В 2010 году в университете обучалось 30 000 студентов, к 2012 году было почти 31 000 студентов.

## Деятельность
Техасский университет в Сан-Антонио состоит из девяти колледжей, которые предлагают в общей сложности 66 программ бакалавриата, 68 магистров и 25 программ докторантуры:
- Колледж бизнеса Альвареса[англ.]
- Колледж инженерии и комплексного дизайна[англ.]
- Колледж гуманитарных и изящных искусств[англ.]
- Колледж наук[англ.]
- School of Data Science
- College of Education and Human Development
- Honors College
- College for Health, Community and Policy
- University College

Университет признан учреждением, в котором обучаются латиноамериканцы, и в 2020 году он получил знак Seal of Excelencia в области образования и является одним из учебных заведений в стране, получивших этот престижный сертификат. В Техасском университете в Сан-Антонио существуют студенческие братства и сестринства, большое количество команд в различных видах спорта.
Президенты:
- 1970—1972 − Арли Темплтон[англ.]
- 1973—1978 − Питер Флаун[англ.]
- 1979—1989 − Джеймс Вагнер[англ.]
- 1990—1999 − Сэмюэл Киркпатрик[англ.]
- 1999—2017 − Рикардо Ромо[англ.]
- С 2017 − Томас Тейлор Эйми[англ.]